# Arctic Thunder
Arctic Thunder è il sedicesimo album in studio del gruppo musicale norvegese Darkthrone. L'album è uscito il 14 ottobre 2016 sotto l'etichetta Peaceville Records.

## Tracce
1. Tundra Leech - 5:02
2. Burial Bliss - 4:59
3. Boreal Friends - 5:50
4. Inbred Vermin - 5:59
5. Arctic Thunder - 4:41
6. Throw Me Through the Marshes - 5:00
7. Deep Lake Trespass - 4:48
8. The Wyoming Distance - 3:14

## Crediti
Darkthrone
- Nocturno Culto - voce, chitarra, basso
- Fenriz - voce, batteria, chitarra, basso

Altri crediti
- Jack Control - mastering
- Matthew Vickerstaff - copertina